# Histioteuthis bonnellii
Histioteuthis bonnellii är en bläckfiskart som först beskrevs av Férussac 1834.  Histioteuthis bonnellii ingår i släktet Histioteuthis och familjen Histioteuthidae. Inga underarter finns listade i Catalogue of Life.

## Bildgalleri

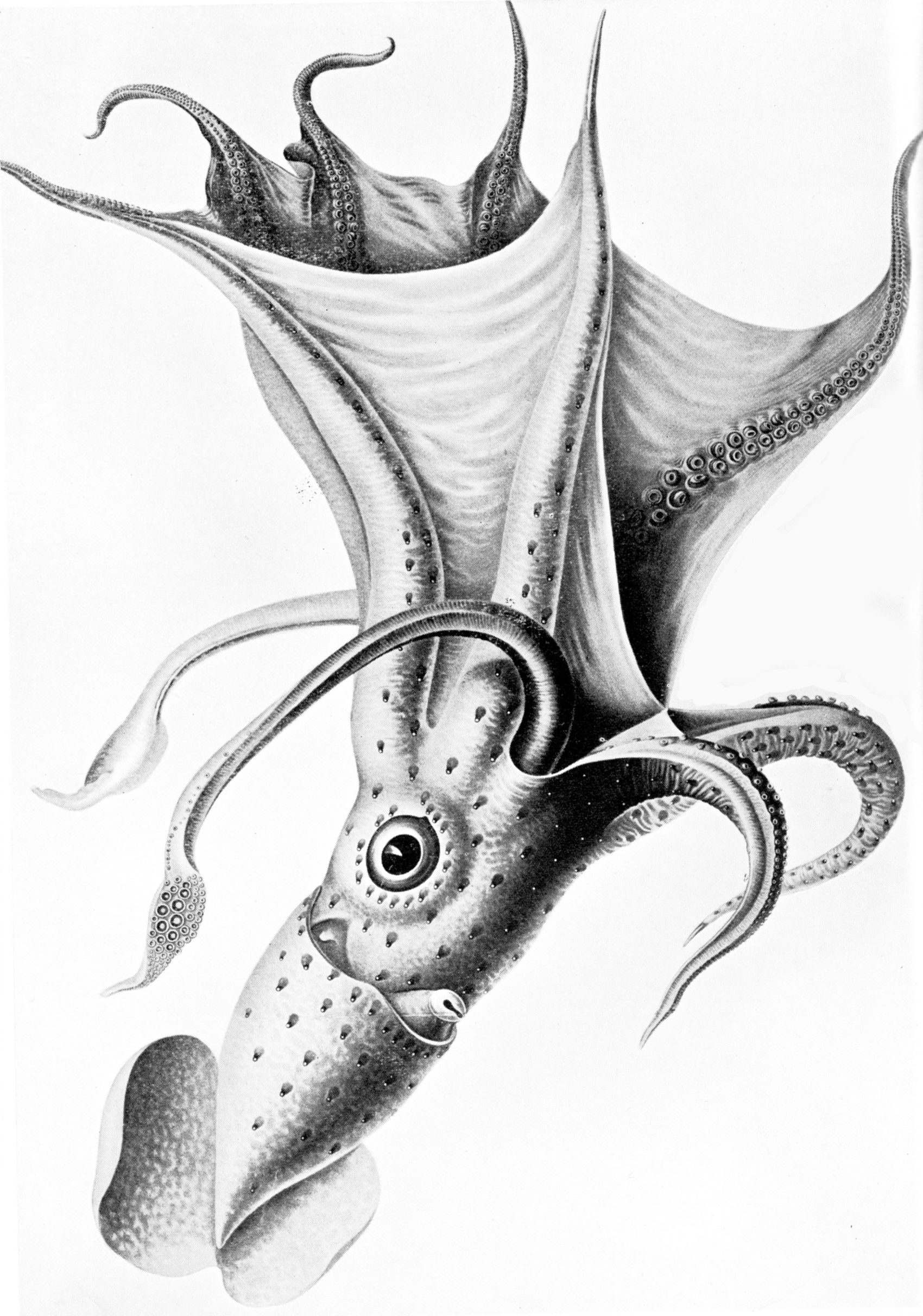
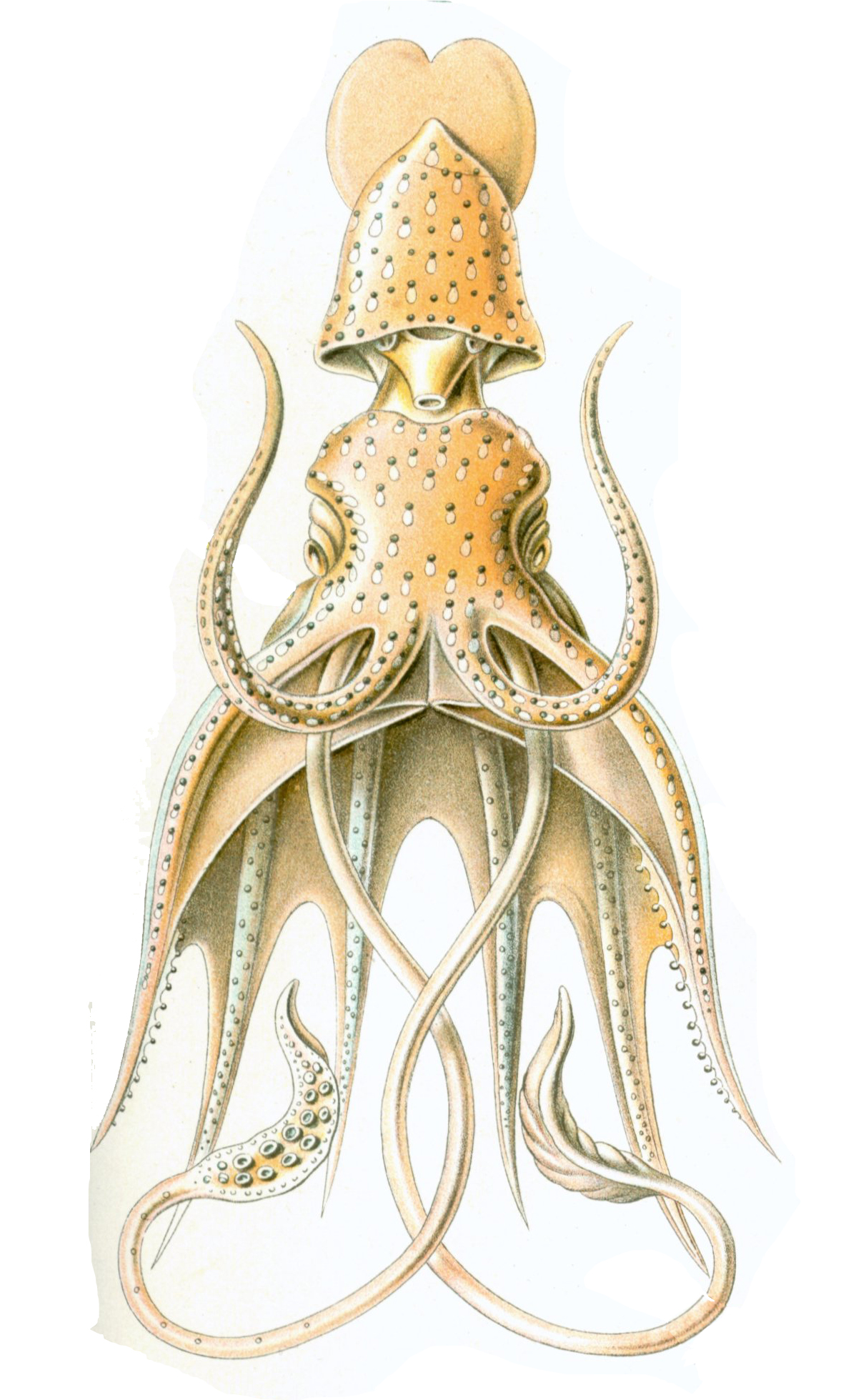
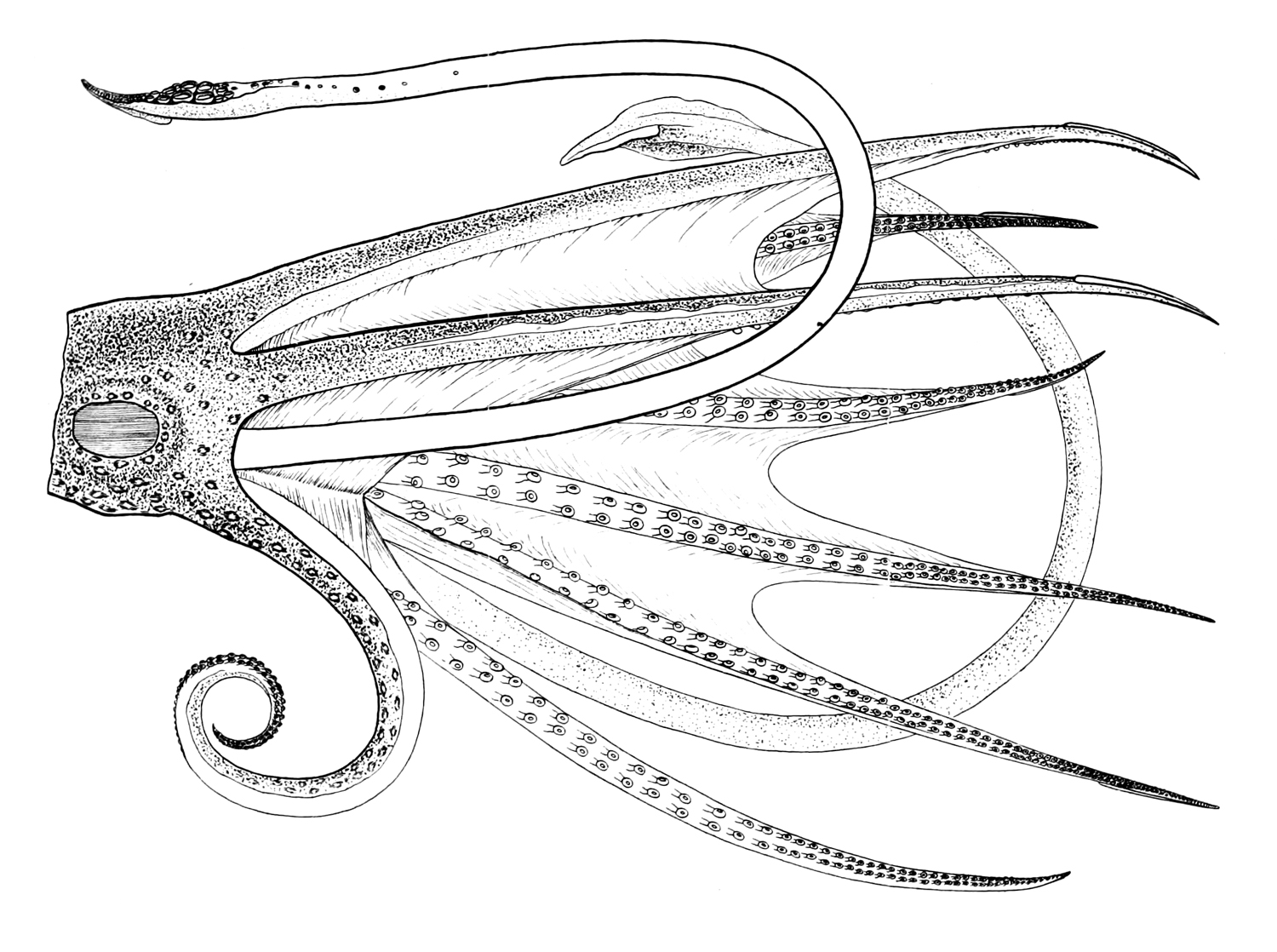
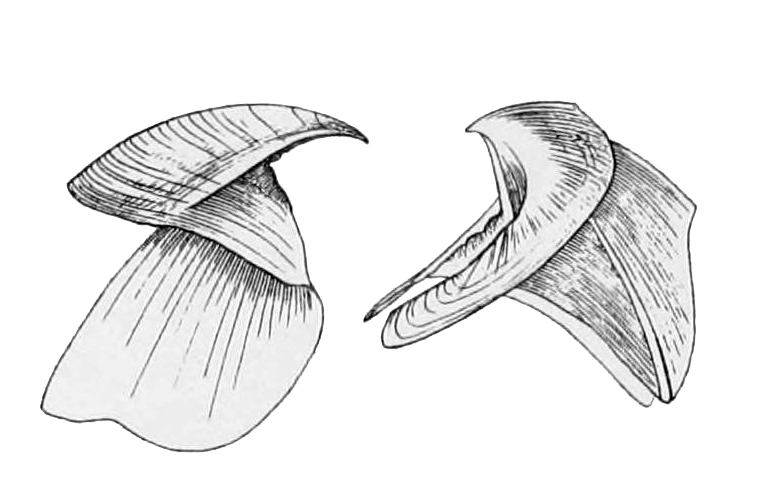
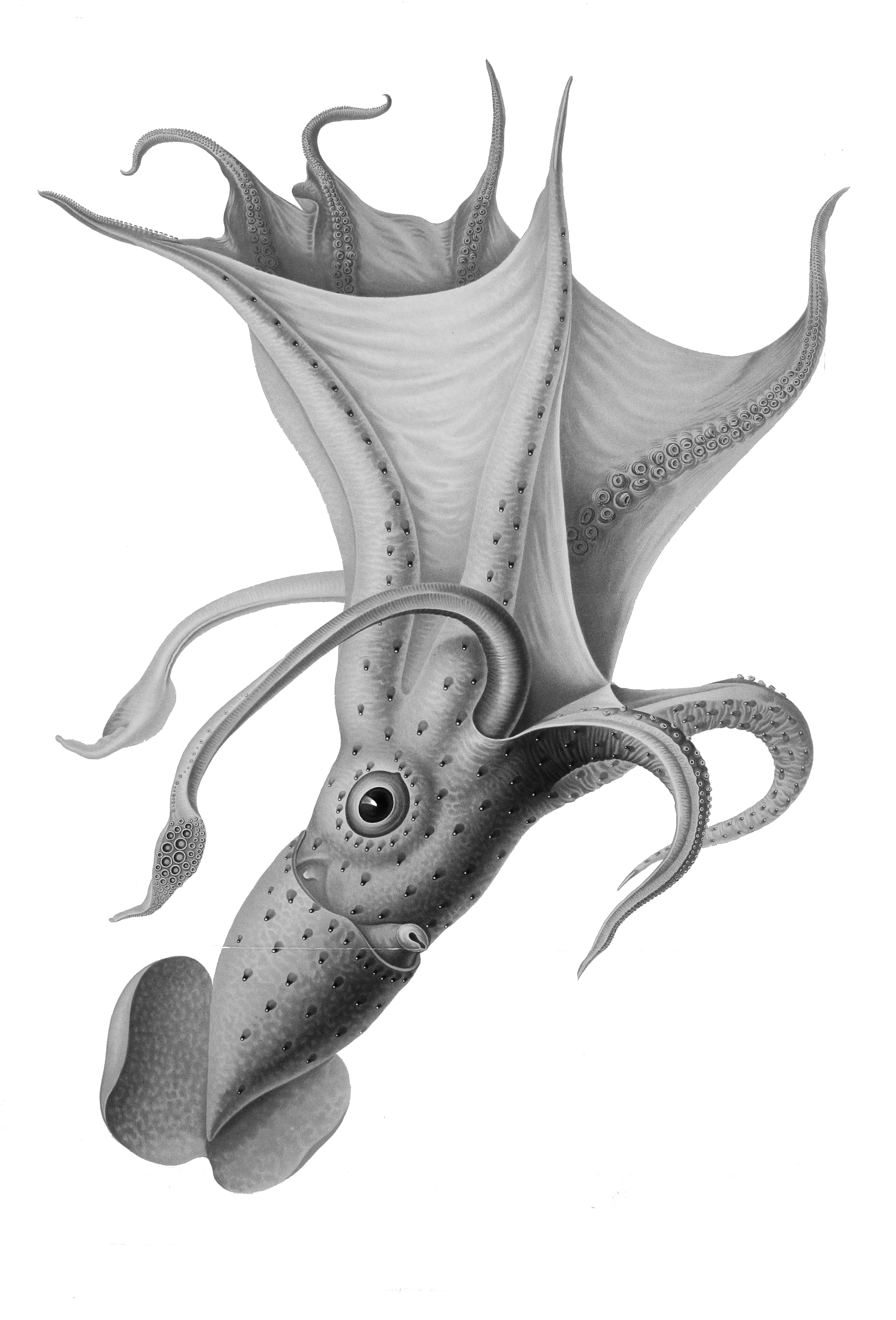
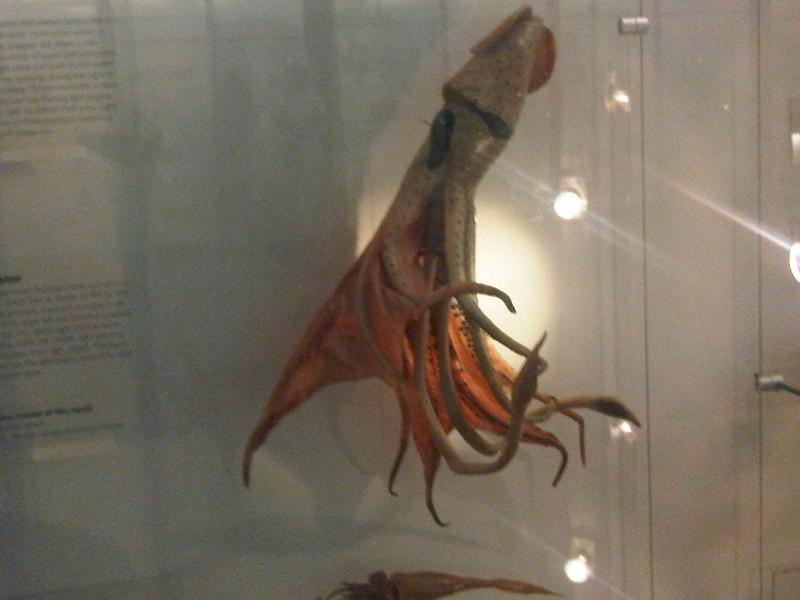